# Egoz
La Egoz (in arabo إيجوز‎?; in ebraico אגוז‎?) è stata un'imbarcazione che partecipò all'operazione condotta dal Mossad volta a realizzare l'evacuazione della comunità ebraica marocchina dal Marocco verso Israele in via clandestina, quando la legge marocchina vietava l'emigrazione dei suoi cittadini di fede ebraica. L'imbarcazione acquisì fama in seguito al disastro avvenuto il 10 gennaio 1961, nella quale perirono 46 persone.

## Storia
La Egoz venne affittata nel 1960 dal Mossad, e in ciascuno dei suoi viaggi trasportò illegalmente decine di ebrei dal Marocco a Gibilterra, da dove avrebbero ripreso il viaggio verso Israele. In tre mesi, la nave trasportò 334 emigranti ebrei marocchini.
Il 10 gennaio 1961, durante il suo tredicesimo viaggio, la Egoz salpò da al-Hoseyma con a bordo 44 emigranti. Tutti gli emigranti annegarono, insieme ad un operatore radio israeliano e a uno dei membri dell'equipaggio spagnolo. Altri tre membri dell'equipaggio, tutti spagnoli, vennero salvati. Ventidue corpi furono recuperati, mentre i restanti risultarono dispersi.
Nel dicembre 1992, il re Hasan II del Marocco autorizzò il trasferimento dei resti dei passeggeri annegati, che vennero seppelliti nel Monte Herzl, vicino a Gerusalemme.